# Xã Twin Grove, Quận Greenwood, Kansas
Xã Twin Grove (tiếng Anh: Twin Grove Township) là một xã thuộc quận Greenwood, tiểu bang Kansas, Hoa Kỳ. Năm 2010, dân số của xã này là 488 người.